# Aloe fouriei
Aloe fouriei ist eine Pflanzenart der Gattung der Aloen in der Unterfamilie der Affodillgewächse (Asphodeloideae). Das Artepitheton fouriei ehrt Stephanus P. Fourie von der damaligen Transvaal Nature Conservation Division, der die Art entdeckte.

## Beschreibung

### Vegetative Merkmale
Aloe fouriei wächst stammbildend, ist einfach oder bildet kleine Gruppen. Der Stamm ist etwa 15 Zentimeter lang und mit den Basen toter Blätter bedeckt. Die dreikantigen Laubblätter sind zweizeilig angeordnet. Die grasgrüne Blattspreite ist 27,5 bis 35 Zentimeter lang und 1 bis 2,5 Zentimeter breit. Die Zähne am Blattrand sind etwa 0,4 Millimeter lang und stehen 2,5 Millimeter voneinander entfernt. 

### Blütenstände und Blüten
Der einfache Blütenstand erreicht eine Länge von etwa 40 Zentimeter. Die ziemlich dichten, kopfigen Trauben bestehen aus etwa 20 Blüten. Die Brakteen weisen eine Länge von etwa 16 Millimeter auf und sind 8 Millimeter breit. Die orangefarbenen Blüten werden zur Spitze grünlich. Sie stehen an 23 bis 45 Millimeter langen Blütenstielen. Die Blüten sind 35 bis 40 Millimeter lang und an ihrer Basis gerundet. Auf Höhe des Fruchtknotens weisen die Blüten einen Durchmesser von 11 bis 13 Millimeter auf. Darüber sind sie zur Mündung hin auf 6 bis 8 Millimeter verengt. Ihre äußeren Perigonblätter sind nicht miteinander verwachsen. Die Staubblätter und der Griffel ragen kaum aus der Blüte heraus.

## Systematik und Verbreitung
Aloe fouriei ist in der südafrikanischen Provinz Mpumalanga auf steilen Grashängen auf Dolomit in Höhen von 1000 bis 1800 Metern verbreitet. 
Die Erstbeschreibung durch David Spencer Hardy und Hugh Francis Glen wurde 1987 veröffentlicht.

## Nachweise